# Kellie Skater
Callee Keating (Bacchus Marsh, Victoria; 30 de septiembre de 1987), más conocida por su nombre en el ring de Kellie Skater, es una ex luchadora profesional australiana. Ha luchado a nivel internacional, en Australia, Canadá, Japón y Estados Unidos. Es quizás más conocida por su trabajo en Shimmer Women Athletes, donde ganó el Shimmer Championship, así como el Shimmer Tag Team Championship por equipos junto a Tomoka Nakagawa, formando la dupla 3G (Global Green Gangsters), ostentando el récord más largo de reinado, de 727 días.

## Carrera profesional

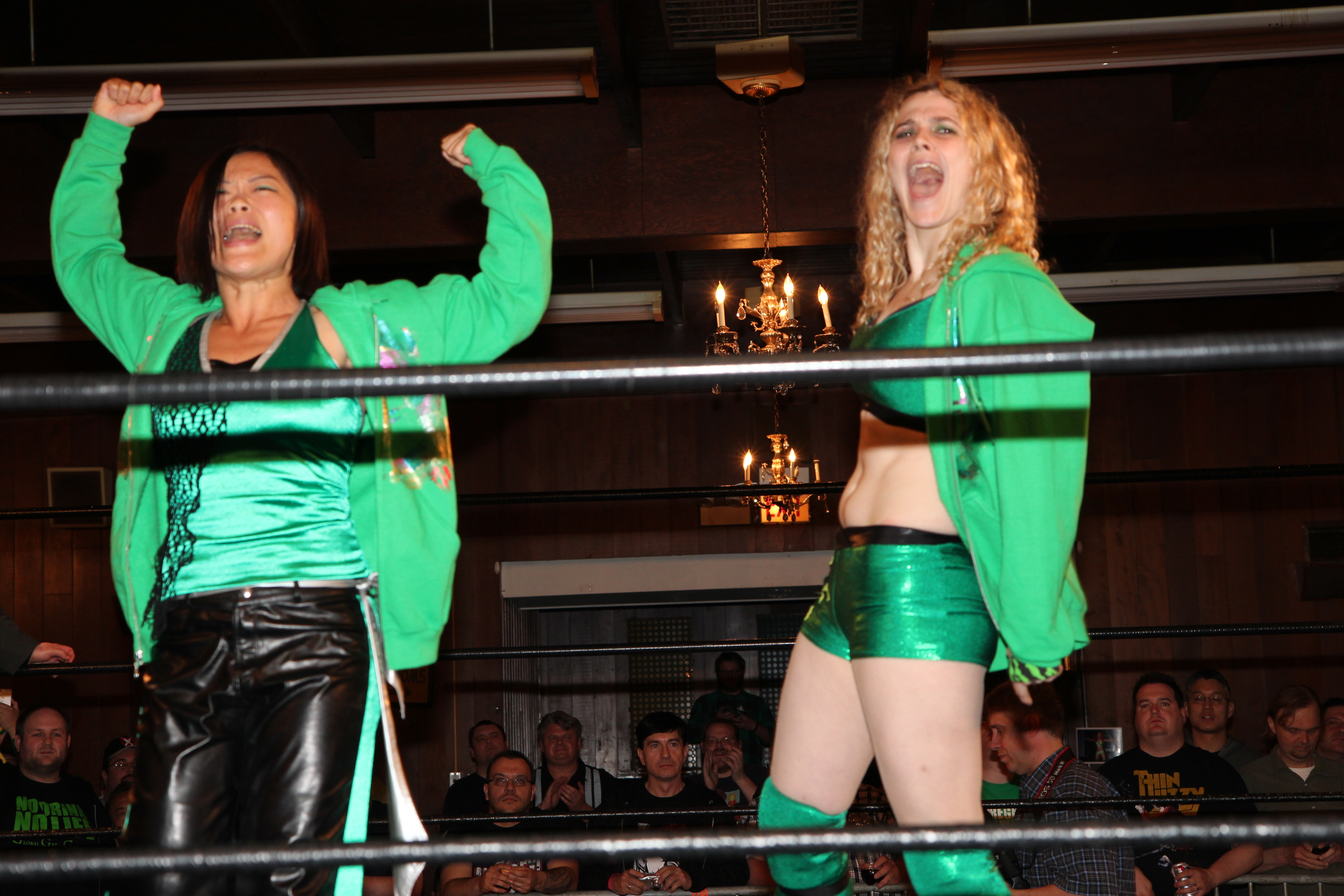
Global Green Gangsters (Kellie Skater & Tomoka Nakagawa) en SHIMMER Volumen 75

### Primeros años y promociones australianas
Skater debutó en la lucha libre profesional en marzo de 2007 en una battle royal, después de haber entrenado durante dos meses. Está documentado que Skater lucha para la Pro Wrestling Women's Alliance (PWWA) desde julio de 2007. El 31 de mayo de 2008, Skater derrotó a Vixsin para convertirse en la primera campeona de la PWWA. El 2 de agosto de 2008, Skater perdió su título ante Jessie McKay.
El 3 de julio de 2010, Skater ganó el torneo Last Woman Standing de la PWWA, al derrotar primero a Miami, luego a Savannah Summers y por último a Madison Eagles en la final tras una interferencia. Skater obtuvo un combate por el campeonato de la PWWA el 6 de agosto de 2010, contra la campeona defensora Eagles y Jessie McKay en un combate a tres bandas, pero Eagles retuvo su título.
Mientras luchaba para New Horizon Pro Wrestling, Skater derrotó a la campeona Bombshell Bo para ganar el título australiano de IndyGurlz el 16 de julio de 2011; perdió el título el 31 de agosto de 2012 ante Sway.
Mientras luchaba para Pacific Pro Wrestling (PPW), Skater derrotó a la campeona Madison Eagles el 21 de septiembre de 2013 para convertirse en la campeona femenina del Pacífico, y pasó a retener su título contra Storm el 16 de noviembre de 2013. Perdió el título ante Kellyanne en un evento de New Horizons Pro Wrestling el 22 de mayo de 2015.

### Shimmer y Shine Wrestling
Skater debutó en Shimmer Women Athletes el 2 de mayo de 2009, donde lanzó un desafío abierto en el Volumen 23 de Shimmer, y fue respondida y derrotada por LuFisto. Skater consiguió su primera victoria en Shimmer en el Volumen 24 sobre Jessie McKay.
Entre 2009 y 2012, en Shimmer, Skater no tuvo mucho éxito en sus combates individuales; en el Volumen 30, perdió contra Mercedes Martinez. En el Volumen 33 y el Volumen 35 de 2010, los desafíos abiertos de Skater fueron respondidos por Serena Deeb y, más tarde, por Amazing Kong, que derrotaron rápidamente a Skater. En el Volumen 37 de 2011, fue MsChif quien respondió a otro desafío abierto y derrotó a Skater.
El 19 de octubre de 2012, Skater debutó en Shine Wrestling, una promoción hermana de Shimmer, en el pay-per-view Shine 4, donde perdió contra Reby Sky. Más tarde, en octubre de 2012, Skater tuvo su primer combate con Tomoka Nakagawa como compañera en Volume 2012, donde derrotaron a MsChif y Christina Von Eerie. En el iPPV de Volume 53, el 6 de abril de 2013, Skater y Nakagawa lucharon en un combate tag de eliminación de cuatro vías por el Shimmer Tag Team Championship, y fueron el último equipo eliminado por las campeonas defensoras The Canadian NINJAs (Nicole Matthews y Portia Perez) cuando las Ninjas hicieron trampa para ganar. En el Volumen 54, Skater y Nagagawa volvieron a desafiar a las Ninjas a un combate por el título, pero esta vez las Ninjas se dejaron eliminar voluntariamente y retuvieron sus títulos.
Skater y Nakagawa pasaron a adoptar el nombre de equipo de 3G (Global Green Gangsters). Durante el evento principal del Volumen 57, el 14 de abril de 2013, 3G derrotó a los Ninjas canadienses en un combate sin descalificación y sin count-out para capturar los títulos Tag Team de Shimmer. En el iPPV de Shine 14, en octubre de 2013, 3G retuvo con éxito sus títulos contra Allysin Kay e Ivelisse.
En el Volume 62 del 5 de abril de 2014, 3G retuvo sus títulos contra el equipo de Nicole Matthews y Madison Eagles. En el iPPV Shine 18 del 20 de abril, Skater ganó primero un combate a cuatro bandas contra Justine Silver, Kay Lee Ray y Kimberly, y luego se ofreció a sustituir a la lesionada Madison Eagles para disputar el Shine Tag Team Championship en el mismo evento. Su petición fue aceptada, pero Skater y Evie perdieron ante las campeonas defensoras, las Lucha Sisters (Leva Bates y Mia Yim). Skater y Nakagawa perdieron el Shimmer Tag Team Championship ante Cherry Bomb y Kimber Lee el 11 de abril de 2015.
El 13 de noviembre de 2016, Skater derrotó a Mercedes Martinez por el Shimmer Championship. Perdió el título de nuevo ante Martinez al día siguiente.

### Participaciones en otras promociones internacionales
De 2011 a 2013, Skater luchó en Japón durante el período de invierno japonés. Comenzó participando en promociones como S Ovation y Joshi4Hope, y más tarde se ramificó para luchar para WRESTLE-1, Pro Wrestling ZERO1, Sendai Girls' Pro Wrestling, World Wonder Ring Stardom, Pro Wrestling Wave y Reina. Skater había declarado su interés por volver o mudarse a Japón, que según ella era su "lugar feliz".
Desde 2011, Skater también ha luchado en Canadá para NCW Femmes Fatales.
El 6 de diciembre de 2015, ganó el Artist of Stardom Championship de World Wonder Ring Stardom junto a Evie e Hiroyo Matsumoto, tras derrotar a Io Shirai, Mayu Iwatani y Momo Watanabe y Oedo Tai (Act Yasukawa, Kris Wolf y Kyoko Kimura) en un combate a tres bandas para ganar el título vacante. Perdieron el título ante Io Shirai, Kairi Hojo y Mayu Iwatani en su tercera defensa el 28 de febrero de 2016.

### Retirada
El 23 de febrero de 2017, Skater apareció en el show de Stardom en el Korakuen Hall de Tokio (Japón) para anunciar su retirada de la lucha libre profesional. Su ceremonia oficial de retirada tuvo lugar tres días después en un evento de Oz Academy en Shinjuku Face.

## Campeonatos y logros
- New Horizon Pro Wrestling
  - IndyGurlz Australian Championship (1 vez)[13]
  - Global Conflict Shield Tournament (2015 y 2016)[38][39]
- Pacific Pro Wrestling
  - Pacific Women's Championship (1 vez)
- Pro Wrestling Women's Alliance
  - PWWA Last Woman Standing Tournament[40][41]
  - PWWA Championship (1 vez)[42]
- Pro Wrestling Illustrated
  - Posicionada en el nº 15 del top 50 de luchadoras femeninas en el PWI Female 50 en 2013[43]
- Shimmer Women Athletes
  - Shimmer Championship (1 vez)[32]
  - Shimmer Tag Team Championship (1 vez) – con Tomoka Nakagawa[7]
- World Wonder Ring Stardom
  - Artist of Stardom Championship (1 vez) – con Evie e Hiroyo Matsumoto[35]